# Andrei Amalrik

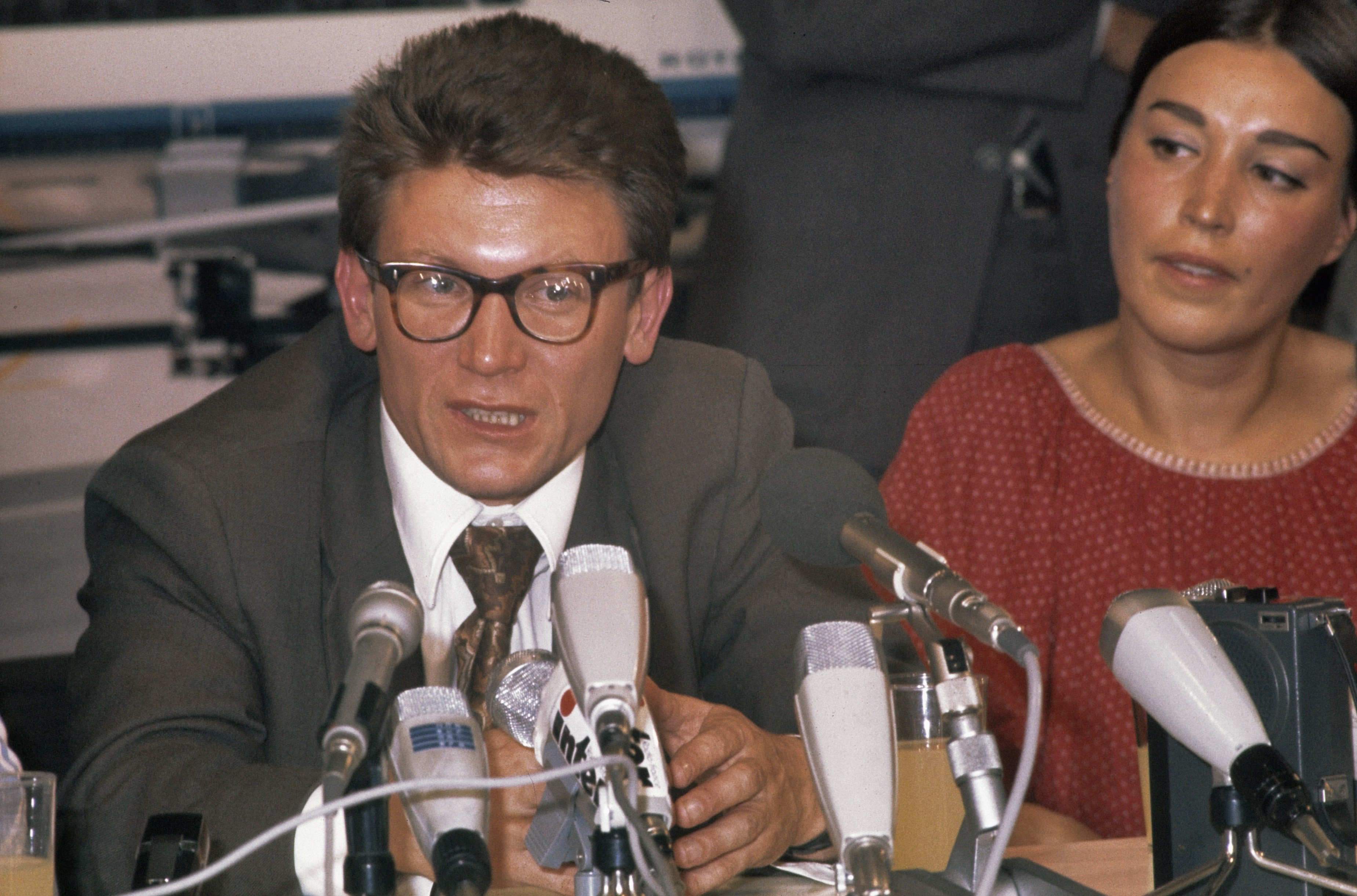
Andrei Amalrik e sua esposa Gjoezel durante uma coletiva de imprensa em Schiphol, em 1976

Andrei Alekseevich Amalrik (em russo:  Андре́й Алексе́евич Ама́льрик  nascido em 12 de maio de 1938, Moscou; falecido em 12 de novembro de 1980, Guadalajara, Castela-La Mancha, Espanha), cujo nome pode ser alternativamente escrito Andrei ou Andrey, foi um escritor e dissidente soviético. 
Ele ficou mais conhecido no mundo ocidental por seu ensaio de 1970, Will the Soviet Union Survive Until 1984? ("A União Soviética sobreviverá até 1984?), no qual estabeleceu um dos prognósticos mais precisos sobre o colapso do regime soviético. Ele  argumentou que a União Soviética enfrentaria sérios desafios internos e previu que o país se desintegraria até a década de 1980. Embora o prazo específico não tenha sido cumprido, a previsão geral de uma União Soviética em colapso acabou se mostrando verdadeira quando o país se desintegrou em 1991. 

## Início da vida
Amalrik nasceu em Moscou, durante a época dos expurgos de Joseph Stalin. Quando a revolução soviética estourou, o pai de Andrei, então um jovem, se ofereceu para o Exército Vermelho . Após a guerra, ele entrou na indústria cinematográfica. O pai de Andrei lutou na Segunda Guerra Mundial na Frota do Norte e depois no Exército Vermelho. Criticou negativamente ás qualidades de Stálin como líder militar,  o que levou à sua prisão e encarceramento; ele temia por sua vida, mas logo depois foi liberado para se juntar ao exército. Em 1942 ele foi ferido gravemente em Stalingrado e foi posto ora do serviço militar. 
As dificuldades do pai de Andrei explicam a decisão de Andrei de se tornar um historiador. Pois seu pai, depois de subir na escada educacional, depois da guerra teve a permissão negada para estudar no Instituto de História da Academia de Ciências por causa do que as autoridades consideravam seu próprio passado político comprometido. Mas, como escreveu o historiador John Keep: "Andrei foi ainda melhor não apenas escrevendo a história, mas garantindo um lugar nela." 
O pai de Andrei desenvolveu um problema cardíaco grave que exigia cuidados constantes. Esse cuidado foi fornecido primeiro por sua esposa e, quando ela morreu de câncer em 1959, por seu filho Andrei, até que a prisão de Andrei o impediu de atender às necessidades de seu pai. Ele morreu quando Andrei estava na prisão.  No ensino médio, Andrei Amalrik era um aluno inquieto e preguiçoso. Ele foi expulso um ano antes da formatura. Apesar disso, ele foi admitido no departamento de história da Universidade Estadual de Moscou em 1959. 
Em 1963, ele irritou a universidade com uma dissertação sugerindo que guerreiros-comerciantes escandinavos (vikings, geralmente chamados de varegues na Rússia) e gregos, em vez de eslavos, desempenharam o papel principal no desenvolvimento do início do estado russo no século IX. Amalrik recusou-se a mudar de opinião e foi expulso da Universidade de Moscou. 

## Primeira sentença de prisão
Sem um diploma, Amalrik fez trabalhos privados e escreveu cinco peças (teatrais)  inéditas, mas logo estava sob o olhar da polícia de segurança por uma tentativa de contato com um estudioso dinamarquês por meio da embaixada dinamarquesa.  Ele também se aproximou do grupo literário juvenil não oficial "SMOG" .  As peças de Amalrik e um interesse em arte moderna não representativa levaram à primeira prisão de Amalrik em maio de 1965. A acusação de espalhar pornografia falhou porque as testemunhas especializadas chamadas pela promotoria se recusaram a dar o testemunho necessário. No entanto, as autoridades acusaram Amalrik de "parasitismo" e ele foi condenado por um tribunal administrativo ao banimento para o oeste da Sibéria por um período de dois anos e meio. 
Ele foi libertado brevemente e depois preso novamente e enviado para o exílio em uma vila agrícola perto de Tomsk, na Sibéria. Com permissão para fazer uma breve viagem a Moscou após a morte de seu pai, Amalrik persuadiu o artista expressionista tártaro, Gyuzel Makudinova, a se casar com ele e compartilhar seu exílio. Foi esse exílio que ele descreveu em Involuntary Journey to Siberia (1970) (Viagem Involuntária à Sibéria). Graças aos esforços de seu advogado, sua sentença foi anulada em 1966 e Amalrik voltou a Moscou, mudando-se com Gyuzel para um apartamento comunitário lotado com banheiro, cozinha e telefone compartilhados. 

## Protesto no julgamento
Durante o julgamento dos escritores Andrei Sinyavsky e Yuli Daniel em fevereiro de 1966, Amalrik e outros dissidentes ficaram fora do julgamento para protestar.  Amalrik frequentemente se reunia com correspondentes estrangeiros para transmitir protestos, participava de vigílias fora dos tribunais e até dava uma entrevista a um repórter da televisão americana.  
Em junho de 1966, após ser libertado do exílio, Amalrik voltou a Moscou. Ele conseguiu um emprego como freelancer na Agência de Imprensa Novosti. Este trabalho permitiu-lhe criar um círculo de amizades entre correspondentes estrangeiros. Ele entregou a um correspondente estrangeiro o "Memorando" de Andrei Sakharov. Amalrik foi publicado no exterior. Junto com Pavel Litvinov , ele escreveu a coleção "Julgamento dos Quatro " sobre o julgamento de Alexander Ginzburg, Yuri Galanskov, Alexey Dobrovolsky e Vera Lashkova. Em outubro de 1968, entregou o acervo a correspondentes estrangeiros, com quem conversou bastante. No final de 1968, foi demitido da Novosti e começou a trabalhar como carteiro.  
Após a invasão da Tchecoslováquia em 1968, a pressão sobre os intelectuais russos foi intensificada pelas autoridades. O apartamento de Amalrik foi revistado duas vezes, em maio de 1969 e fevereiro de 1970. 

## A União Soviética sobreviverá até 1984?
Amalrik ficou mais conhecido no mundo ocidental por seu ensaio "A União Soviética durará até 1984?" , publicado em 1970. O livro prevê a eventual dissolução do país sob o peso de antagonismos sociais e étnicos e uma guerra desastrosa com a China. Isso contrastava diretamente com o famoso ensaio de Andrei Sakharov "Reflexões sobre o progresso, a coexistência pacífica e a liberdade intelectual", publicado apenas dois anos antes, que argumentava que uma convergência entre os sistemas soviético e ocidental já estava ocorrendo, enquanto o ensaio de Amalrik argumentava que os dois sistemas estavam de fato se distanciando cada vez mais. 
Escrevendo em 1969, Amalrik originalmente queria fazer de 1980 a data da queda soviética, porque 1980 era um número redondo, mas Amalrik foi persuadido por um amigo a mudá-lo para o ano de inspiração orwelliana de 1984.  Amalrik previu que o colapso do regime ocorreria entre 1980 e 1985. 

Amalrik disse em seu livro:
Devo enfatizar que meu ensaio não se baseia em pesquisa acadêmica, mas apenas em observação. Do ponto de vista acadêmico, pode parecer apenas conversa fiada. Mas para os estudiosos ocidentais da União Soviética, pelo menos, essa discussão deveria ter o mesmo interesse que um peixe teria para um ictiólogo se de repente começasse a falar.  
Amalrik estava incorreto em algumas de suas previsões, como uma próxima colisão militar com a China e o colapso da União Soviética ocorrido em 1991, não em 1984.   Correto foi seu argumento de que:
Se... alguém vê a atual "liberalização" como a crescente decrepitude do regime ao invés de sua regeneração, então o resultado lógico será sua morte, que será seguida pela anarquia."  
Amalrik previu que, quando chegasse a dissolução do império soviético, ela assumiria uma de duas formas. Ou o poder passaria para elementos extremistas e o país "se desintegraria em anarquia, violência e intenso ódio nacional", ou o fim viria pacificamente e levaria a uma federação como a Comunidade Britânica ou o Mercado Comum Europeu.  À medida que 1984 se aproximava, Amalrik revisou o cronograma, mas ainda previu que a União Soviética acabaria por entrar em colapso. 

### Reação dos EUA e Reação Soviética
As previsões do fim iminente da União Soviética foram descartadas por muitos, se não pela maioria, dos especialistas acadêmicos ocidentais  e tiveram pouco impacto na soviética dominante.  O ensaio de Amalrik foi recebido como uma peça de literatura brilhante no Ocidente, mas ninguém o entendeu efetivamente como uma previsão política.  O dissidente soviético Natan Sharansky descreveu que "em 1984, oficiais da KGB, ao virem até mim na prisão" quando o ensaio de Amalrik foi mencionado, "riram dessa previsão. "Amalrik está morto há muito tempo', disseram eles, 'mas nós ainda estamos muito fortes' (ao se referirem ao regime soviético).  

### Percepções posteriores ao fim da URSS
Dos poucos que previram a queda da União Soviética, incluindo Andrei Amalrik, o autor Walter Laqueur argumentou em 1995 que eles eram profetas em grande parte acidentais, possuidores de uma visão brilhante das fraquezas do regime e de uma sorte ainda mais brilhante.  Em um ensaio publicado na revista Foreign Affairs, Charles King chamou as previsões de Amalrik de "merecedoras de um prêmio", elogiando seu método lógico para explorar os resultados históricos que surgem da tendência de uma nação de apostar em sua própria estabilidade prolongada - "para considerar, por um momento, como algum futuro historiador pode reformular preocupações implausíveis como inevitáveis .",  bem como sua visão sobre como seria o cenário geopolítico pós-soviético. King argumenta que, enquanto Amalrik estava errado sobre a probabilidade de conflito com a China, a Guerra Soviética-Afegã funcionou perfeitamente como um substituto para o que Amalrik previu: "uma guerra prolongada e exaustiva, conduzida por líderes decrépitos, que exauriu o governo soviético de recursos e legitimidade ”. 

## Segunda sentença de prisão
Por vários meses após a publicação de Will the Soviet Union Survive Until 1984? (1970) - "Irá a União Soviética durar até 1984" e V"iagem Involuntária à Sibéria" (agosto de 1970), no exterior, uma ofensa criminal sob a lei soviética, Amalrik permaneceu livre para andar pelas ruas de Moscou e se associar com estrangeiros. 
Inevitavelmente, por "difamar o estado soviético", Amalrik foi preso em 21 de maio de 1970 e condenado em 12 de novembro, recebendo uma sentença de três anos em um campo de trabalhos forçados em Kolyma   No final da pena recebeu mais três anos, mas por causa de sua saúde debilitada (quase morreu de meningite) e por protestos do Ocidente, a pena foi comutada após um ano para o exílio na mesma região. Depois de cumprir uma pena de cinco anos, ele voltou a Moscou em 1975. Embora os Amalriks não fossem judeus, as autoridades tentaram persuadi-lo e sua esposa a solicitar vistos para Israel, o canal comum de emigração da União Soviética; eles recusaram. 
Em 13 de setembro de 1975, Amalrik foi preso novamente. O capitão da polícia disse à esposa que foi preso por não ter permissão para morar em Moscou; ele poderia ter enfrentado uma multa ou até um ano de prisão por violar os regulamentos de passaporte soviéticos.  No início de 1976, Amalrik e outros dissidentes conceberam a ideia do "Moscow Helsinki Group"; foi formado em maio de 1976. 

## Exílio
A KGB deu um ultimato a Amalrik: emigrar ou enfrentaria outra sentença. Em 1976 sua família conseguiu vistos para ir para a Holanda . Ele fez uma viagem de despedida pela Rússia antes de emigrar.  Amalrik trabalhou na Holanda na Universidade de Utrecht, depois se mudou para os Estados Unidos para estudar e dar palestras. Mais tarde, ele e Gyuzel compraram uma villa na França, perto da fronteira com a Suíça, onde trabalhou em seu livro "Notas de um Revolucionário". Ele desprezou a détente com a União Soviética. Ele pediu que o comércio e a tecnologia ocidentais fossem vinculados à liberalização dentro da União Soviética.  

## Morte
Em 12 de novembro de 1980, Amalrik, sua esposa e dois outros exilados soviéticos, Vladimir Borisov e Viktor Fainberg , estavam a caminho de Madri para participar de uma conferência Ocidente-Oriente convocada para revisar os Acordos de Helsinque de 1975. A polícia espanhola afirmou que Amalrik, vindo do sul da França, saiu de sua pista em uma estrada molhada perto da cidade de Guadalajara e seu carro atingiu um caminhão que se aproximava. O Sr. Amalrik foi morto instantaneamente por um pedaço de metal, provavelmente da coluna de direção, que estava embutido na garganta, segundo a polícia. Sua viúva, Gyuzel, sofreu apenas ferimentos leves, assim como os outros dois passageiros.  

## Citações
- Na história da Rússia, o homem sempre foi um meio, mas nunca um fim. [1]

### Citações deA União Soviética sobreviverá até 1984?
- "Há outro fator poderoso que trabalha contra a possibilidade de qualquer tipo de reconstrução pacífica e que é igualmente negativo para todos os níveis da sociedade: este é o isolamento extremo em que o regime colocou a sociedade e a si mesmo. Este isolamento não apenas separou o regime da sociedade e todos os setores da sociedade uns dos outros, mas também colocou o país em extremo isolamento do resto do mundo. Esse isolamento criou para todos - desde a elite burocrática até os níveis sociais mais baixos - um quadro quase surrealista do mundo e de seu lugar nele. No entanto, quanto mais tempo esse estado de coisas ajudar a perpetuar o status quo, mais rápido e decisivo será seu colapso quando o confronto com a realidade se tornar inevitável." [2]
- "...qualquer estado forçado a dedicar tanto de suas energias para controlar fisicamente e psicologicamente milhões de seus próprios súditos não poderia sobreviver indefinidamente." [3]

### Citação de "Notas de um revolucionário"
- "Havíamos deixado um grande país que amávamos e odiávamos. Será que nunca mais voltaríamos?" [2]
- "Mesmo ao examinar o assunto de forma mais crítica, não considero os russos um povo sem esperança, para quem a escravidão é um modo natural de existência. forte, de um senso de lei." [2]
- Antes de ser exilado, Amalrik fez uma peregrinação àqueles lugares onde, no século XIV, nasceu a Moscóvia. Diante de um incrível complexo de igrejas de madeira de Kizhi Pogost nas margens do Lago Onega, ele sentiu uma pontada de admiração: "Como uma única e mesma pessoa pode ter criado tais igrejas e destruído tantas delas com raiva cega?" [2]